# Manifiesto Russell-Einstein
El Manifiesto Russell-Einstein es un texto redactado por Bertrand Russell y apoyado por Albert Einstein, firmado en Londres el 9 de julio de 1955. En medio de la Guerra Fría, los firmantes alertaban de la peligrosidad de la proliferación del armamento nuclear y solicitaban a los líderes mundiales buscar soluciones pacíficas a los conflictos internacionales. Fue firmado por once científicos e intelectuales de primera línea, los más notables de ellos los propios Bertrand Russell y Albert Einstein, este último unos días antes de su muerte el 18 de abril de 1955. Días después de ser mostrado, el filántropo Cyrus Eaton se ofreció a organizar una conferencia en Pugwash, Nueva Escocia, su tierra natal. Sería la primera  de las conferencias que se han ido celebrando cada año desde 1957.

## Contexto
La primera explosión nuclear de la historia sucedió el 16 de julio de 1945 en el desierto norte de Alamogordo, Nuevo México. El 6 de agosto de ese mismo año, los Estados Unidos lanzaron la bomba "Little Boy" en Hiroshima, y tres días después "Fat Man" en Nagasaki. Al menos 100.000 civiles murieron en aquellos dos ataques. (véase Bombardeos sobre Hiroshima y Nagasaki)
El 18 de agosto de 1945, el Glasgow Forward publicó el primer comentario que se conserva de Bertrand Russell sobre las armas atómicas, que comenzó a escribir el día en que Nagasaki fue bombardeada. Contiene las líneas que posteriormente aparecerían en el Manifiesto:
La perspectiva de la raza humana se ha oscurecido más allá de cualquier precedente. La humanidad se enfrenta a una clara alternativa: O bien morimos todos o bien adquirimos un ligero grado de sentido común. Un  nuevo pensamiento político será necesario si se quiere evitar el desastre final.
Después de saber del bombardeo de Hiroshima y viendo la inminente escalada armamentística nuclear, Józef Rotblat, el único científico que abandonó el Proyecto Manhattan por cuestiones morales, afirmó que se hallaba preocupado por el futuro de la humanidad al completo.
En los años siguientes, Russell y Rotblat trabajaron para evitar la proliferación nuclear, colaborando con Albert Einstein y otros científicos para finalmente constituir el Manifiesto 
Russell-Einstein.

## El manifiesto

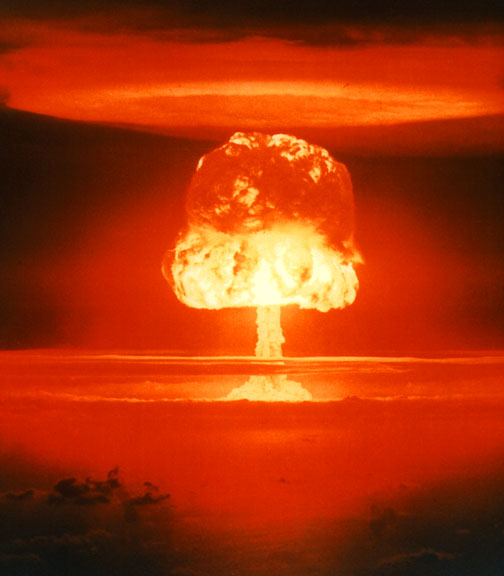
"He aquí, pues, el problema que os presentamos, descarnado, espantoso e ineludible: ¿Acabaremos con la raza humana? ¿O renunciará la humanidad a la guerra?"
~ Albert Einstein y Bertrand Russell

El manifiesto se reveló en una conferencia de prensa en el Caxton Hall, Londres, presidida por Rotblat. Russell comenzó la conferencia diciendo:
"Traigo la advertencia pronunciada por los signatarios a la atención de todos los gobiernos de gran alcance del mundo en la esperanza seria que pueden acordar permitir que sobrevivan sus ciudadanos."
En dicho manifiesto se llamaba a los científicos a una conferencia donde se pudiese tratar los peligros de las armas de destrucción masiva, enfatizando que dichos encuentros fuesen políticamente neutrales. Se extendía la cuestión del armamento nuclear a todos los países y gobiernos. Una frase en concreto se menciona a menudo, dicha por Rotblat al recibir el Premio Nobel de la Paz en 1995:
"Recordad vuestra humanidad y olvidad el resto"

## El comienzo de las Conferencias de Pugwash
La llamada a la conferencia internacional era clara en el manifiesto y Nehru pretendió que fuese en India. Sin embargo, el riesgo de la Crisis de Suez la retrasó. Aristóteles Onassis se ofreció para financiar la reunión en Mónaco, pero se rechazó tal propuesta. En su lugar, Cyrus Eaton, un industrial canadiense que conocía a Russell desde 1938 financió la conferencia en su Pugwash natal. El Manifiesto Russell-Einstein se convirtió en la carta de fundación de las Conferencias de Pugwash.

## Firmantes del manifiesto
- Max Born
- Percy W. Bridgman
- Albert Einstein
- Leopold Infeld
- Jean Frédéric Joliot-Curie
- Herman J. Muller
- Linus Pauling
- Cecil F. Powell
- Józef Rotblat
- Bertrand Russell
- Hideki Yukawa